# Dicranomyia byersi
Dicranomyia byersi là một loài ruồi trong họ Limoniidae. Chúng phân bố ở miền Tân bắc.